# Danny Lippens
Danny Lippens (* 18. September 1961 in Eeklo) ist ein ehemaliger belgischer Radrennfahrer und nationaler Meister im Radsport.

## Sportliche Laufbahn
Lippens war im Straßenradsport und im Cyclocross aktiv. Als Amateur gewann er 1987 die nationale Meisterschaft im Straßenrennen. Im Bahnradsport holte er 1983 den Titel in der Einerverfolgung der Amateure.
Zwischen Mai 1985 bis Ende 1985 war er Berufsfahrer beim Team Panasonic und anschließend wieder zurück zu den Amateuren. 1988 siegt er im Omloop der Vlaamse Gewesten. Ab 1989 wechselte er wieder zu den Profis und konnte als bestes Ergebnis Platz 26 bei Paris–Roubaix vorweisen. Er startete auch bei der Tour de France, welche er allerdings nicht beendete. Anschließend war er noch einige Jahre als Amateur aktiv bis ihn eine Rückenverletzung zum Rücktritt vom Radsport veranlasste.